# Cadaujac
Cadaujac là một xã trong tỉnh Gironde, thuộc vùng Nouvelle-Aquitaine của nước Pháp, có dân số là 4408 người (thời điểm 1999).